# Zwemmen op de Paralympische Zomerspelen 1968
De IIIe Paralympische Spelen werden in 1968 gehouden in Tel Aviv, Israël. De bedoeling was dat de spelen, net zoals de Olympische Spelen dat jaar in Mexico-Stad (Mexico) gehouden zouden worden. Maar de Mexicaanse regering zag ervan af vanwege de moeilijkheden die het met zich meebracht. Het zwemmen stond dit jaar ook voor de derde keer op het programma, en was een van de 10 sporten die op het programma stonden. De Nederlandse mannen wonnen 3 gouden en 1 bronzen medaille. Bij de vrouwen werd er 6 gouden 1 zilveren en 3 bronzen medailles gewonnen. Voor België werd er bij de vrouwen 1 zilveren medaille gewonnen.

## Evenementen
Er stonden bij het Zwemmen 66 evenementen op het programma. Waarvan 33 voor de mannen en 33 voor de vrouwen.
Tijdens deze spelen stond de rugslag weer op het programma. Ook stonden er dit jaar 4 nieuwe afstanden op het programma: de 100 meter schoolslag, de 100 meter vrije slag, 3x25 m  wisselslag en de 3x50 m wisselslag.
- 25 m Schoolslag
- 50 m Schoolslag
- 100 m Schoolslag

- 25 m Rugslag
- 50 m Rugslag

- 25 m Vrije Slag
- 50 m Vrije Slag
- 100 m Vrije Slag

- 3x25 m Wisselslag

- 3x50 m Wisselslag

## Mannen
| Rank | Land             | Tijd   |
| ---- | ---------------- | ------ |
| 1    | Nederland        | 2:05.7 |
| 2    | Israël           | 2:08.8 |
| 3    | Verenigde Staten | 2:09.0 |

| Rank | Land | Naam        | Tijd   |
| ---- | ---- | ----------- | ------ |
| 1    | FRA  | Sestier     | 1:04.4 |
| 2    | ISR  | Arieh Rubin | 1:06.2 |
| 3    | USA  | Branum      | 1:07.9 |

### Rugslag 25 m
| Klasse             | Snelste tijd | land | Goud           | land | Zilver        | land | Brons           |
| ------------------ | ------------ | ---- | -------------- | ---- | ------------- | ---- | --------------- |
| class 1 complete   | 33.0         | FRA  | Sparsa         | GBR  | A. West       | USA  | Dunn            |
| class 1 incomplete | 26.0         | FRA  | Daniel Jeannin | FRG  | Manfred Emmel | RHO  | Glynn Griffiths |
| class 2 complete   | 29.0         | GBR  | D. Ellis       | USA  | Vincent       | AUS  | Frank Ponta     |
| class 2 incomplete | 23.1         | RSA  | Nel            | FRA  | Sugny         | GBR  | Britton         |

### Rugslag 50 m
| Klasse                 | Snelste tijd | land | Goud                 | land | Zilver             | land | Brons          |
| ---------------------- | ------------ | ---- | -------------------- | ---- | ------------------ | ---- | -------------- |
| class 3 complete       | 59.1         | USA  | Chrysler             | NOR  | Hansen             | GBR  | W. Thornton    |
| class 3 incomplete     | 48.8         | NOR  | Jacobson             | RHO  | Peter Goldhawk     | USA  | Fiorello       |
| class 4 complete       | 52.0         | RHO  | Leslie Manson-Bishop | GBR  | B. Dickinson       | FRG  | Harald Gerhard |
| class 4 incomplete     | 43.9         | ISR  | Moshe Levy           | RHO  | Andrew James Scott | GBR  | Kinsella       |
| class 5 (cauda equina) | 51.8         | ITA  | Roberto Marson       | SUI  | Bernard Boulens    | SWE  | Olfson         |
| special class          | 40.5         | NED  | Piet Makkes          | USA  | Branum             | FRA  | Cestier        |

### Schoolslag 25 m
| Klasse             | Snelste tijd | land | Goud          | land | Zilver           | land | Brons          |
| ------------------ | ------------ | ---- | ------------- | ---- | ---------------- | ---- | -------------- |
| class 1 complete   | 1:01.2       | USA  | Crase         | FRA  | Sparsa           | AUT  | Walter Sailer  |
| class 1 incomplete | 35.0         | FRG  | Manfred Emmel | RHO  | Glynn Griffiths  | FRA  | Daniel Jeannin |
| class 2 complete   | 29.4         | GBR  | D. Ellis      | ITA  | Francesco Deiana | USA  | Vincent        |
| class 2 incomplete | 23.1         | FRG  | Walter Hertle | GBR  | Britton          | RSA  | Nel            |

### Schoolslag 50 m
| Klasse                 | Snelste tijd | land | Goud                 | land | Zilver         | land | Brons           |
| ---------------------- | ------------ | ---- | -------------------- | ---- | -------------- | ---- | --------------- |
| class 3 complete       | 58.1         | GBR  | W. Thornton          | AUS  | Jeff Simmonds  | FRG  | Willi Brinkmann |
| class 3 incomplete     | 52.9         | NOR  | Harald Gunnerup      | AUS  | Don Watts      | AUT  | Igel            |
| class 4 complete       | 54.5         | RHO  | Leslie Manson-Bishop | FRG  | Harald Gerhard | RSA  | Lewis           |
| class 4 incomplete     | 54.6         | RHO  | Andrew James Scott   | ISR  | Ben-Arie       | SWE  | M. Eden         |
| class 5 (cauda equina) | 58.3         | ITA  | Roberto Marson       | SWE  | Soderberg      | ARG  | Carranza        |
| special class          | 52.1         | USA  | Ed Owen              | ESP  | Carol          | ISR  | Arieh Rubin     |

### Vrije slag 25 m
| Klasse             | Snelste tijd | land | Goud           | land | Zilver        | land | Brons         |
| ------------------ | ------------ | ---- | -------------- | ---- | ------------- | ---- | ------------- |
| class 1 complete   | 46.0         | FRA  | Sparsa         | USA  | Crase         | GBR  | West, A.      |
| class 1 incomplete | 31.1         | FRA  | Daniel Jeannin | FRG  | Manfred Emmel | RHO  | David Holland |
| class 2 complete   | 29.1         | ARG  | H. Aresca      | GBR  | D. Ellis      | USA  | Vincent       |
| class 2 incomplete | 20.6         | GBR  | Britton        | RSA  | Nel           | FRA  | Sugny         |

### Vrije slag 50 m
| Klasse                 | Snelste tijd | land | Goud            | land | Zilver      | land | Brons        |
| ---------------------- | ------------ | ---- | --------------- | ---- | ----------- | ---- | ------------ |
| class 3 complete       | 40.8         | USA  | Chrysler        | GBR  | W. Thornton | AUT  | Safer        |
| class 3 incomplete     | 45.4         | NOR  | Harald Gunnerup | AUT  | Igel        | CAN  | Schuster     |
| class 4 complete       | 41.5         | USA  | Foust           | RSA  | Lewis       | JPN  | Arimura      |
| class 4 incomplete     | 36.9         | JPN  | Koyachi         | USA  | Pollock     | ISR  | Keftelovitch |
| class 5 (cauda equina) | 40.1         | ITA  | Roberto Marson  | ARG  | Carranza    | SWE  | Soderberg    |
| special class          | 32.6         | NED  | Piet Makkes     | FRA  | Cestier     | NED  | Starre       |

| Rank | Land | Naam        | Tijd   |
| ---- | ---- | ----------- | ------ |
| 1    | USA  | Ed Owen     | 1:43.0 |
| 2    | ISR  | Arieh Rubin | 1:47.7 |
| 3    | ESP  | Carol       | 1:50.6 |

| Rank | Land | Naam           | Tijd   |
| ---- | ---- | -------------- | ------ |
| 1    | USA  | Branum         | 1:19.0 |
| 2    | GBR  | John Watts     | 1:20.0 |
| 3    | SUI  | Eduard de Anta | 1:21.2 |

## Vrouwen
| Rank | Land                | Tijd   |
| ---- | ------------------- | ------ |
| 1    | Nederland           | 2:34.4 |
| 2    | Israël              | 2:45.0 |
| 3    | Verenigd Koninkrijk | 2:49.8 |

| Rank | Land | Naam         | Tijd   |
| ---- | ---- | ------------ | ------ |
| 1    | GBR  | M. Gibbs     | 1:04.4 |
| 2    | ISR  | Mezin        | 1:31.1 |
| 3    | SWE  | M. Tufuesson | 1:34.7 |

### Rugslag 25 m
| Klasse             | Snelste tijd | land | Goud          | land | Zilver | land | Brons                 |
| ------------------ | ------------ | ---- | ------------- | ---- | ------ | ---- | --------------------- |
| class 1 complete   | 39.6         | NED  | Noordam       | USA  | Gorman | SUI  | Caroline Troxler-Kung |
| class 1 incomplete | 43.9         | GBR  | Ingrams       | IRL  | White  | IRL  | Rosaleen Gallagher    |
| class 2 complete   | 32.0         | AUS  | Lorraine Dodd | USA  | Soulek | GBR  | S. Jones              |
| class 2 incomplete | 30.2         | GBR  | Gwen Buck     | AUS  | Lamb   | FRG  | Margit Schweiger      |

### Rugslag 50 m
| Klasse                 | Snelste tijd | land | Goud           | land | Zilver                | land | Brons               |
| ---------------------- | ------------ | ---- | -------------- | ---- | --------------------- | ---- | ------------------- |
| class 3 complete       | 1:19.8       | GBR  | V. Forder      | AUT  | I. Driessler          | FRG  | Elke Lange          |
| class 3 incomplete     | 1:10.4       | GBR  | Karen Hill     | CAN  | McPherson             | RHO  | Jacqueline Thompson |
| class 4 complete       | 1:16.0       | USA  | Kaminski       | CAN  | Miller                | AUT  | Fischer             |
| class 4 incomplete     | 49.8         | NED  | Verschoor      | AUS  | K. Edmondson          | NOR  | Reklev              |
| class 5 (cauda equina) | 54.4         | GBR  | Bellamy        | RHO  | Avril Davis           | USA  | Stratman            |
| special class          | 48.0         | NED  | Janny Minholts | NED  | Ingrid van der Benden | ISR  | Mezin               |

### Schoolslag 25 m
| Klasse             | Snelste tijd | land | Goud             | land | Zilver             | land | Brons     |
| ------------------ | ------------ | ---- | ---------------- | ---- | ------------------ | ---- | --------- |
| class 1 complete   | 1:25.7       | USA  | Gorman           | USA  | Moore              | ISR  | Angel     |
| class 1 incomplete | 1:04.1       | RHO  | Sandra Coppard   |      |                    |      |           |
| class 2 complete   | 32.8         | AUS  | Lorraine Dodd    | FRG  | Ruth Lamsbach      | USA  | Cornett   |
| class 2 incomplete | 28.9         | FRG  | Margit Schweiger | RHO  | Virginia Tomlinson | NED  | van Driel |

### Schoolslag 50 m
| Klasse                 | Snelste tijd | land | Goud                  | land | Zilver       | land | Brons          |
| ---------------------- | ------------ | ---- | --------------------- | ---- | ------------ | ---- | -------------- |
| class 3 complete       | 1:27.0       | GBR  | V. Forder             | ESP  | Riu          | AUT  | R. Kuhnel      |
| class 3 incomplete     | 1:05.2       | FRG  | Marga Floer           | NED  | Graveland    | CAN  | McPherson      |
| class 4 complete       | 1:43.7       | USA  | Ailes                 | AUT  | Fischer      | AUT  | Vetschera      |
| class 4 incomplete     | 58.5         | JAM  | Meikle                | SWE  | M. Tufuesson | ISR  | Ora Goldstein  |
| class 5 (cauda equina) | 1:13.7       | GBR  | Bellamy               | BEL  | Lampo        |      |                |
| special class          | 1:01.2       | NED  | Ingrid van der Benden | ISR  | Halfon       | NED  | Janny Minholts |

### Vrije Slag 25 m
| Klasse             | Snelste tijd | land | Goud           | land | Zilver  | land | Brons              |
| ------------------ | ------------ | ---- | -------------- | ---- | ------- | ---- | ------------------ |
| class 1 complete   | 54.0         | USA  | Moore          | USA  | Gorman  |      |                    |
| class 1 incomplete | 1:02.4       | RHO  | Sandra Coppard |      |         |      |                    |
| class 2 complete   | 26.9         | AUS  | Lorraine Dodd  | USA  | Cornett | FRG  | Ruth Lamsbach      |
| class 2 incomplete | 27.8         | CAN  | Binns          | USA  | Moore   | RHO  | Virginia Tomlinson |

### Vrije Slag 50 m
| Klasse                 | Snelste tijd | land | Goud                  | land | Zilver              | land | Brons       |
| ---------------------- | ------------ | ---- | --------------------- | ---- | ------------------- | ---- | ----------- |
| class 3 complete       | 1:27.8       | GBR  | V. Forder             | ESP  | Riu                 | FRG  | Elke Lange  |
| class 3 incomplete     | 51.7         | FRG  | Marga Floer           | RHO  | Jacqueline Thompson | FRA  | Cardon      |
| class 4 complete       | 1:13.1       | USA  | Ailes                 | NZL  | Eve M. Rimmer       |      |             |
| class 4 incomplete     | 44.1         | AUS  | K. Edmondson          | JAM  | Meikle              | NED  | Verschoor   |
| class 5 (cauda equina) | 45.8         | FRA  | Jardine               | AUS  | Daphne Hilton       | GBR  | Bellamy     |
| special class          | 42.3         | NED  | Ingrid van der Benden | ISR  | Shalom              | ARG  | S. Cochetti |

| Rank | Land | Naam          | Tijd   |
| ---- | ---- | ------------- | ------ |
| 1    | ISR  | Ora Goldstein | 2:27.3 |
| 2    | GBR  | Carol Bryant  | 2:28.8 |
| 3    | CAN  | McPherson     | 2:36.5 |

| Rank | Land | Naam         | Tijd   |
| ---- | ---- | ------------ | ------ |
| 1    | AUS  | K. Edmondson | 1:33.0 |
| 2    | FRA  | Jardine      | 1:41.5 |
| 3    | GBR  | M. Gibbs     | 1:42.7 |

Atletiek · Basketbal · Boogschieten · Dartchery · Gewichtheffen · Koersbal · Schermen · Snooker · Tafeltennis · Zwemmen
Rome 1960 ·
Tokio 1964 ·
Tel Aviv 1968 ·
Heidelberg 1972 ·
Toronto 1976 ·
Arnhem 1980 ·
New York & Stoke Mandeville 1984 ·
Seoel 1988 ·
Barcelona 1992 ·
Atlanta 1996 ·
Sydney 2000 ·
Athene 2004 ·
Peking 2008 ·
Londen 2012 ·
Rio de Janeiro 2016 ·
Tokio 2020 ·
Parijs 2024 ·
Los Angeles 2028